# Meriellum proteus
Meriellum proteus är en skalbaggsart som först beskrevs av Kirby 1837.  Meriellum proteus ingår i släktet Meriellum och familjen långhorningar. Inga underarter finns listade i Catalogue of Life.